# Vitória Yaya
Vitória Yaya, vollständiger Name Vitória Ferreira Silva (* 23. Januar 2002 in Suzano) ist eine brasilianische Fußballspielerin. Sie spielt rechtsfüßig auf der Position einer defensiven Mittelfeldspielerin.

## Karriere

### Verein
Die in Suzano geborene Vitória Yaya wuchs in Ferraz de Vasconcelos auf und fing dort bereits in jungen Jahren an Fußball zu spielen. Mit 13 spielte sie bei Mädchenmeisterschaften bei AD Centro Olímpico in São Paulo, zunächst noch im Hallenfußball. Da es eine zweite Spielerin ihres Vornamens gab und ihr Trainer, ihre Art zu spielen der von Yaya Touré verglich, erhielt sie den Spitznamen Yaya.
Zur Saison 2017 wechselte Vitória Yaya zum FC São Paulo. São Paulo und Centro Olímpico waren eine Kooperation eingegangen. In der Saison trat sie im Nachwuchswettbewerb der Staatsmeisterschaft von São Paulo an, welche im Juni des Jahres gewonnen werden konnte. Durch die Kooperation der Klubs spielte Yaya 2018 für Olímpico in der Staatsmeisterschaft im Profikader und für São Paulo im Nachwuchsbereich des Wettbewerbs. In der Folgesaison spielte sie für São Paulo dann in den Profikader befördert, kam aber auch noch im Nachwuchsbereich zu Einsätzen. Ihren ersten Einsatz im Hauptkader betritt sie in der Série A2 2019. Am ersten Spieltag der Meisterschaft, am 27. März, im Heimspiel gegen América Mineiro stand sie in der Startelf und erzielte in der 53. Minute das einzige Tor der Partie. Am Ende der Meisterschaft konnte Yaya mit São Paulo als Meister den Aufstieg in die oberste Spielklasse feiern. Sie bestritt dabei zehn Spiele und erzielte drei Tore. Ab der Saison 2021 spielte Vitória Yaya dann ausschließlich für den Profikader.
Zum Start ins Jahr 2023 wechselte die Spielerin zum FC Santos. Mit dem Klub trat sie weiterhin in der Série A sowie der Staatsmeisterschaft an. Ihren Jahresvertrag verlängerte sie nicht.
Vitória Yaya unterzeichnete einen neuen Kontrakt beim SC Corinthians. Ihr Debüt für Corinthians gab sie am 11. Februar im Spiel gegen den SC Internacional in der Supercopa do Brasil de Futebol Feminino 2024. In der Partie wurde sie in der 76. Minute für Gabi Portilho eingewechselt. In der Série A gab sie am 13. März im Spiel gegen Grêmio FBPA ihren Einstand. Am 21. März erzielte im Heimspiel gegen América Mineiro ihr erstes Pflichtspieltor für den Klub. Im September 2024 konnte Yaya mit Corinthians die Meisterschaft 2024 feiern. Sie stand dabei in 20 Spielen auf dem Platz und erzielte zwei Tore.

### Nationalmannschaft
2018 nahm Vitória Yaya für Brasilien an der U-17-Fußball-Südamerikameisterschaft der Frauen 2018 teil. In dem Turnier kam sie zu sechs von sieben möglichen Spielen (kein Tor). Der Turniersieg qualifizierte die Auswahl für die U-17-Fußball-Weltmeisterschaft der Frauen 2018. Auch an dieser durfte sie teilnehmen. Brasilien scheiterte hier in der Gruppenphase und Yaya kam nur zu einem Spiel gegen Japan.
Am 20. August 2019 wurde sie von Nationaltrainerin Pia Sundhage in den Kader für das Vier-Nationen-Turnier in Brasilien berufen. Yaya bekam aber keine Spielzeiten.
Auch an der U-20-Fußball-Südamerikameisterschaft der Frauen 2020 nahm die Spielerin teil. Allerdings kam sie nur zu drei Spielen von vier Spielen (ein Tor) in der Gruppenphase. Dann wurde, aufgrund der COVID-19-Pandemie der Wettbewerb nach Austragung abgebrochen und später gänzlich abgesagt. An dem Folgeturnier 2022 nahm Yara erneut teil. Bei dem Turniererfolg Brasiliens stand sie allen sieben Spielen auf dem Platz, davon sechs Mal in der Startelf, und erzielte zwei Tore. In der anschließenden U-20-Fußball-Weltmeisterschaft der Frauen 2022 war sie Stammspielerin. In ihren sechs Spielen erzielte sie kein Tor und musste sich dem späteren Turniersieger Japan im Halbfinale geschlagen geben. Das Spiel um Platz drei gegen die Niederlande wurde mit 4:1 gewonnen. Aufgrund ihrer guten Leistungen erhielt sie im Oktober des Jahres erneut eine Einladung in den A-Kader Brasiliens. Im Freundschaftsspiel gegen Italien am 10. Oktober gab sie ihr Debüt. In dem Spiel wurde Yaya in der 79. Minute für Ary Borges eingewechselt.
Beim CONCACAF W Gold Cup 2024 bestritt Vitória Yaya fünf von sechs Spielen und erzielte im Viertelfinale gegen Argentinien ihr erstes Länderspieltor. Die Mannschaft erreichte das Finale gegen die USA, welches mit 1:0 verloren ging. Im Juli des Jahres reiste Yaya mit der Auswahl als Teil des Olympiakaders nach Paris. In dem Turnier wurde sie im ersten Spiel gegen Nigeria in der 66. Minute für Ana Vitória ausgewechselt. Insgesamt bestritt Yaya bei den Spielen vier von sechs möglichen Spielen, welche sie ins Finale und zum Gewinn der Silbermedaille führten. Davon stand sie vier Mal in der Startelf.
Bei der Copa América der Frauen 2025 bestritt Yaya vier von sechs möglichen Einsätzen und konnte mit der Auswahl den Titel verteidigen.

## Erfolge
Nationalmannschaft
- U-17-Fußball-Südamerikameisterschaft der Frauen: 2018
- U-20-Fußball-Südamerikameisterschaft der Frauen: 2022
- Silbermedaille bei den Olympischen Spielen: 2024
- Copa América: 2025

São Paulo
- Brasilianische Série A2: 2019

Corinthians
- CONMEBOL Copa Libertadores: 2024
- Brasilianische Meisterschaft: 2024
- Brasilianischer Superpokal: 2024

Auszeichnungen
- Bola de Prata: Auswahlmannschaft Série A 2024[19]